# 和苑街道 (大庆市)
和苑街道是中华人民共和国黑龙江省大庆市大同区下辖的一个街道办事处。

## 行政区划
和苑街道下辖以下村级行政区划单位：
同城社区和同安社区。